# Filtr górnoprzepustowy
Filtr górnoprzepustowy (ang. high-pass filter) – (nazwy: filtr dolnozaporowy, low-cut filter, bass-cut filter, nie są prawidłowe, nie występują w literaturze) układ elektroniczny bądź algorytm, który przepuszcza sygnały sinusoidalne oraz składowe widmowe złożonych sygnałów o częstotliwościach powyżej określonej częstotliwości granicznej, a tłumi składowe leżące poniżej tej częstotliwości.

Filtr górnoprzepustowy RC i jego charakterystyki

W zależności od konstrukcji wyróżniamy filtry:
- reaktancyjne LC, zbudowane z cewek i kondensatorów;
- zbudowane z pojedynczej cewki bądź kondensatora;
- bezindukcyjne, pasywne RC;
- piezoceramiczne;
- aktywne – zawierające wzmacniacze;
- cyfrowe.

W idealnym filtrze, w paśmie przepustowym współczynnik tłumienia powinien być równy zero, natomiast w paśmie zaporowym powinien być duży. Znajomość charakterystyki częstotliwościowej współczynnika fazowego pozwala na określenie zmiany fazy napięcia i prądu przy przejściu sygnału przez filtr. Ponieważ filtry reaktancyjne powinny pracować w warunkach dopasowania falowego, tzn. przy obciążeniu filtra impedancją charakterystyczną, podaje się dla filtrów również charakterystyki częstotliwościowe impedancji charakterystycznej.
Przyjmuje się, że częstotliwości granicznej odpowiada tłumienie 3 dB, dla filtra RC częstotliwość graniczna określona jest wzorem:
{\displaystyle f_{0}={\frac {1}{2\pi RC}}.}
Zależność przesunięcia fazowego między wejściem a wyjściem określa wzór:
{\displaystyle \operatorname {tg} \theta \ ={\frac {f_{0}}{f}},}
gdzie:
{\displaystyle f} – częstotliwość w hercach,
{\displaystyle R} – opór rezystora w omach,
{\displaystyle C} – pojemność kondensatora w faradach,
{\displaystyle \theta } – przesunięcie fazowe.